# Bulemanns Haus
Bulemanns Haus ist der Titel eines 1864 entstandenen Kunstmärchens von Theodor Storm (1817–1888). Storm verfasste auch ein Gedicht ähnlichen Namens (In Bulemanns Haus).
Erzählt wird die Geschichte des hartherzigen und menschenscheuen Herrn Bulemann, der ein wenig an die Figur des Ebenezer Scrooge erinnert – allerdings ohne eine ähnliche Läuterung zu erfahren.

## Handlung
Nach dem Tod seines Vaters kehrt Herr Bulemann nach in Übersee verbrachten Jahren in seine Heimatstadt zurück und zieht in das Haus seines Vaters. Seine Frau und seine Kinder hat er auf der Überfahrt an Sklavenhändler verkauft – so erzählt man sich. Stattdessen hat sich Herr Bulemann zwei große Katzen – Graps und Schnores – mitgebracht. In seinem Vaterhaus findet er allerlei Pfandgüter – sein Vater war Pfandleiher – vor, die er widerrechtlich verkauft.
In den folgenden Jahren suchen ihn Pfandgläubiger auf, welche ihre Pfandgüter auslösen wollen und die er bestechen muss, damit sie sein widerrechtliches Handeln nicht ausplaudern. Er wird immer unleidlicher und menschenscheuer, bis sein einziger Kontakt zur Außenwelt seine Haushälterin Frau Anken ist, die ihn verachtet, aber mehr noch fürchtet (Zitat: „Die Alte begann sich immer mehr vor der Hakennase und den grellen Eulenaugen ihres Herrn zu fürchten“). Schließlich weist er schroff seine Halbschwester zurück, als sie ihn wegen ihres kränklichen Sohnes um Hilfe anfleht, und verschuldet letztlich den Tod seines Neffen.
Seine Schwester verflucht ihn, woraufhin sich die beiden Katzen nach und nach schauerlich verwandeln und ihn für immer in seinem Haus festhalten, aus dem die Haushälterin inzwischen geflohen ist.

## Rezeption
Das mehrfach gesendete Hörspiel Die Nacht in der Wasserreihe des niederdeutschen Autors Ludwig Hackerott basiert auf Storms Novelle.
Helmut Barz’ Vampirnovelle Die Herrin von 2015 macht Bulemanns Haus zu einem der zentralen Orte der Handlung in der fiktiven norddeutschen Kleinstadt Broiversum.